# 応天 (桀燕)
応天（おうてん）は、中国、五代十国時代に桀燕の劉守光が使用した元号。911年 - 913年。

## 西暦との対照表
| 応天 | 元年  | 2年   | 3年   |
| 西暦 | 911年 | 912年 | 913年 |
| 干支 | 辛未  | 壬申  | 癸酉  |